# Херман Егон фон Фюрстенберг
Херман Егон фон Фюрстенберг-Хайлигенберг (на немски: Hermann Egon zu Fürstenberg-Heiligenberg; * 5 ноември 1627; † 10 септември 1674, Мюнхен) е покняжен ландграф на Фюрстенберг-Хайлигенберг (1635 – 1664), главен дворцов майстор, кемерер, таен съветник и дворцов маршал на баварския курфюрст Фердинанд Мария и играе през 1658 г., заедно с братята си Франц Егон и Вилхелм Егон, важна роля при избора на император във Франкфурт. През 1664 г. той, заедно с братята му, е издигнат на имперски княз.

## Живот
Херман Егон е четвъртият син на имперски граф Егон VIII фон Фюрстенберг-Хайлигенберг (1588 – 1635) и съпругата му графиня Анна Мария фон Хоенцолерн-Хехинген (1603 – 1652), дъщеря на княз Йохан Георг I фон Хоенцолерн-Хехинген († 1623). Брат е на Фердинанд Фридрих фон Фюрстенберг (1623 – 1662), граф на Фюрстенберг, Леополд Лудвиг Егон (1624 – 1639), Франц Егон (1626 – 1682), епископ на Страсбург (1663 – 1682), кардинал Вилхелм Егон (1629 – 1704), епископ на Страсбург (1682 – 1704), и Ернст Егон (1631 – 1652, убит при Етамп).
Херман Егон следва в периода 1639 – 1643 г. в университета в Кьолн, след това две години в университета в Льовен. През 1651 г. той става таен съветник в двора на стария курфюрст Максимилиан I от Бавария). През 1655 г. неговите братя духовниците Франц Егон и Вилхелм Егон му оставят техния дял от наследството срещу заплащане. През 1657 г. той получава икономическо съгласие с брат си Фердинанд Фридрих.

## Фамилия
Херман Егон се жени на 11 юли 1655 г. за графиня Мария Франциска фон Фюрстенберг-Щюлинген (* 7 август 1638; † 24 август 1680, Вайтра), дъщеря на граф Фридрих Рудолф фон Фюрстенберг (1602 – 1655) и втората му съпруга графиня Анна Магдалена фон Ханау (1600 – 1673). Те имат децата:
- Антон Егон (1654 – 1716), княз, женен 1677 г. за Мари дьо Лигни († 1711)
- Феликс Егон (1657 – 1686), каноник в Кьолн и др.
- Анна Аделхайд (1659 – 1701), омъжена на 24 март 1678 г., във Виена за княз Евгений Александер фон Турн и Таксис (1652 – 1714)
- Мария Франциска (1660 – 1691), омъжена на 9 април 1687 г. в Лиеж за княз Вилхелм Хиацинт фон Насау-Зиген (1666 – 1743)
- Фердинанд Максимилиан Егон (1661 – 1696, Париж), френски генерал
- Емануел Франц Егон (1663 – 6 септември 1688, убит в Белград), женен 1685/1686 г. за графиня Катарина Шарлота фон Валенродт (1648 – 1726)
- дъщеря (*/† 5 юни 1665)
- Йохан Егон (1667 – пр. 1670)